# Snorri Thorfinnsson
Snorri Thorfinnsson (staronord. Snorri Þorfinnsson, isl. Snorri Karlsefnisson; ur. między 1004 a 1013, zm. ok. 1090) – syn islandzkiego żeglarza i odkrywcy Thorfinna Karlsefniego, który odegrał ważną rolę w chrystianizacji Islandii. Uważany jest za pierwsze białe dziecko urodzone w Ameryce Północnej.

## Imię
Snorri jest staronordyjskim imieniem wywodzącym się od słowa snerra oznaczającym „walkę”. Z kolei Þorfinnsson to nazwisko patronimiczne oznaczające „syna Þorfinna”. Snorri otrzymał to imię prawdopodobnie po swoim pradziadku Snorrim Þórðarsonie lub Snorrim Þorbrandssonie, którym nie był jego krewnym ale uczestnikiem wypraw jego ojca Thorfinna.

## Data urodzenia i krewni
Dokładna data urodzin Thorfinnsson nie jest znana, ale pod uwagę bierze się głównie trzy daty: 1005, 1009 i 1012 rok. Badacze są natomiast zgodni, że urodził się pomiędzy 1005 a 1013 rokiem, gdyż w tym właśnie czasie jego ojciec wraz z żoną Gudridur udał się do Ameryki. Na świat miał przyjść w Winlandii, którą jego rodzice opuścili kiedy miał trzy lata z powodu konfliktów z tubylcami (nazywanymi przez wikingów Skrælingami). Rodzina powróciła wówczas na Islandię i osiadła w Seyluhreppur, gdzie Snorri spędził resztę życia.
Doczekał się dwójki dzieci: córki Hallfrid oraz syna Thorgeira. Jeden z potomków Hallfrid, Thorlak Runolfsson został później jednym z pierwszych islandzkich biskupów. Podobnie jak wnuk Thorgeira, Brand Sæmundarsson oraz wnuk Thorbjorna (brata Snorriego), Bjorn Gilsson, który został biskupem Hólar.

## Chrystianizacja Islandii
XIII-wieczne teksty uznają Snorriego Thorfinnssona i Snorriego Thorrgrimssona za czołowe postacie odpowiedzialne za wczesną chrystianizację Islandii. Średniowieczni pisarze przedstawiali ich jako „wzory chrześcijański wodzów”. Według Sagi o Grenlandczykach Snorri zbudował też pierwszy kościół w Glaumbaer, który zwiększył chrześcijańskie wpływ na tym terenie. Z kolei wielu jego potomków zostało pierwszymi islandzkimi biskupami.

## Spuścizna
Ponieważ uważa się, że Snorri Thorfinnsson urodził się w Winlandii, czyli gdzieś na wschodnim wybrzeżu Ameryki Północnej to jest pierwszym dzieckiem europejskiego pochodzenia urodzonym na tym kontynencie. Dopiero 560 lat później w hiszpańskiej osadzie St. Augustine na Florydzie urodziło się inne europejskie dziecko, Martín de Argüelles.
W 2002 roku amerykańscy archeolodzy na północnym wybrzeżu Islandii odkryli pozostałości liczącego blisko tysiąc lat domu, który uznali za farmę Snorriego. Swoje przypuszczenia oparli na tym, że w pobliżu wioski Sauðárkrókur znajduje się muzeum Glaumbaer Folk, które miało być wybudowane w bliskiej odległości od jego domu.